# زلدا ۲: ماجراجویی لینک
زلدا ۲: ماجراجویی لینک (به انگلیسی: Zelda II: The Adventure of Link) یک بازی ویدئویی در سبک نقش‌آفرینی اکشن است که توسط نینتندو ساخته و منتشر شده است. این دومین قسمت از مجموعه بازی‌های افسانه زلدا به‌شمار می‌رود که در ۱۴ ژانویه ۱۹۸۷، در ژاپن برای فامیکام دیسک سیستم عرضه شد - کمتر از یک سال پس از انتشار ژاپنی و هفت ماه قبل از انتشار نسخهٔ اولیه افسانهٔ زلدا در آمریکای شمالی. زلدا ۲ سپس در اواخر سال ۱۹۸۸، تقریباً دو سال پس از انتشار اولیه آن در ژاپن، در آمریکای شمالی و منطقهٔ پال برای سیستم سرگرمی نینتندو منتشر شد.
ماجراجویی لینک دنباله‌ای مستقیم بر نسخه اولیه افسانهٔ زلدا است که یکبار دیگر قهرمان اصلی داستان لینک را درگیر نجات پرنسس زلدا می‌کند، که بر اثر یک طلسم به خواب فرو رفته است. تأکید بازی بر روی عناصر پهلو-پیمایش و نقش‌آفرینی، فاصله قابل توجهی با نسخه قبلی خود دارد.
دنباله‌ای برای این بازی تحت عنوان افسانه زلدا: پیوندی به گذشته در سال ۱۹۹۱، برای کنسول سوپر نینتندو منتشر شد.